# Saint-Quentin-sur-Isère
Saint-Quentin-sur-Isère is een gemeente in het Franse departement Isère (regio Auvergne-Rhône-Alpes). De plaats maakt deel uit van het arrondissement Grenoble. Saint-Quentin-sur-Isère telde op 1 januari 2022 1.472 inwoners. 

## Geografie
De oppervlakte van Saint-Quentin-sur-Isère bedroeg op 1 januari 2022 19,45 vierkante kilometer; de bevolkingsdichtheid was toen 75,7 inwoners per km².

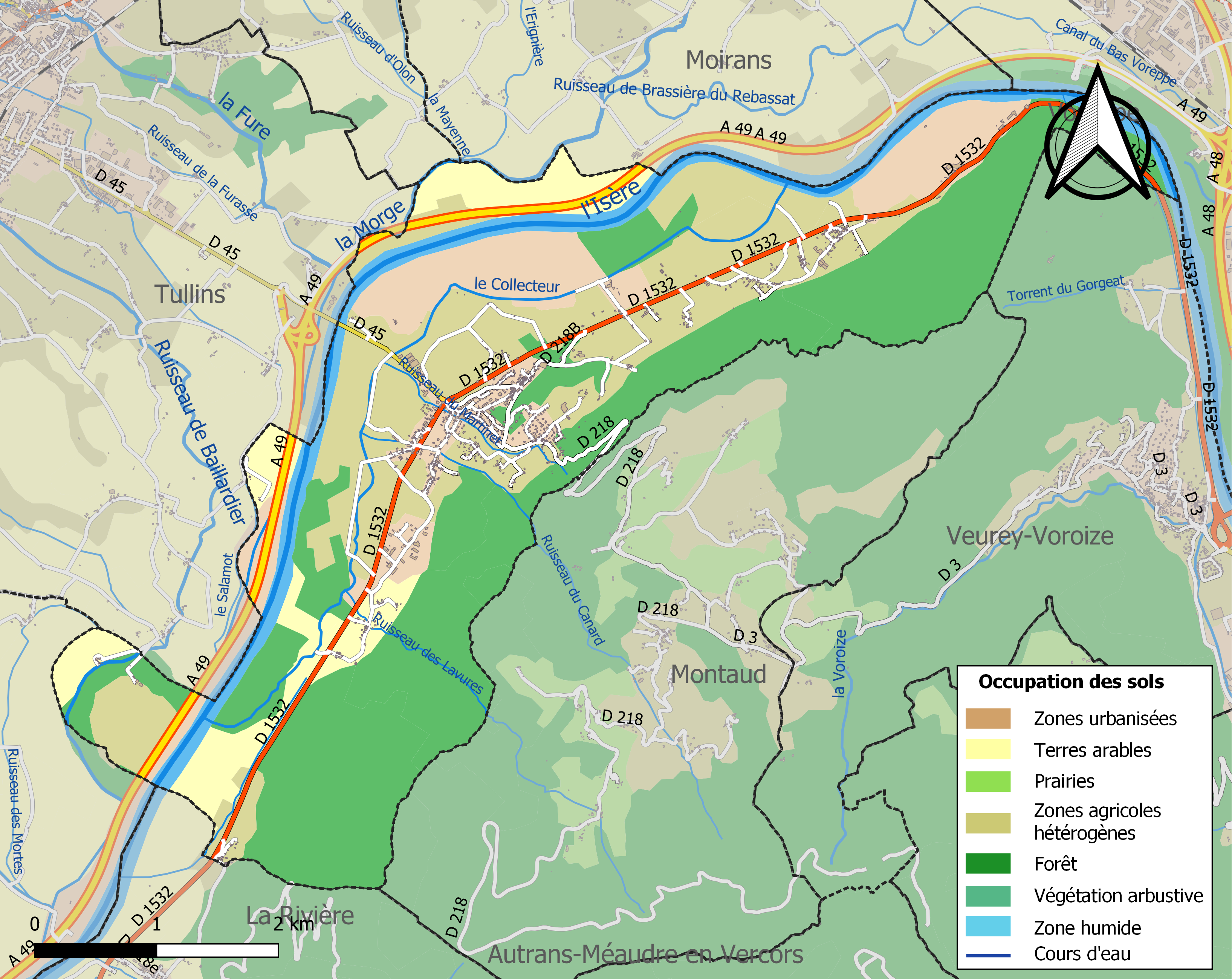
Kaart van de gemeente met de belangrijkste infrastructuur, bodemgebruik en omliggende gemeenten

## Demografie
Onderstaande figuur toont het verloop van het inwonertal (bron: INSEE-tellingen).